# Бурый стервятник
Бурый стервятник (лат. Necrosyrtes monachus) — вид хищных птиц семейства ястребиных. Единственный представитедь одноимённого рода Necrosyrtes. Подвидов не выделяют. Распространён в Африке.

## Таксономия и этимология
Вид был впервые описан Конрадом Якобом Темминком в 1823 году по голотипу из Сенегала. Автор дал новому виду название Cathartes monachus.
Родовое название Necrosyrtes — от др.-греч. νεκρος «труп, умерший» и др.-греч. συρω «тащить». Видовое название — от др.-греч. μοναχος «монах».

## Описание
Бурый стервятник достигает длины 62—72 см и массы от 1,5 до 2,6 кг; размах крыльев от 155 до 180 см. Половой диморфизм не выражен. Взрослые особи в основном тёмно-коричневого цвета с более тёмными маховыми перьями и хвостом, черноватым воротником, по бокам кремово-коричневого зоба и на бедрах заметны беловатые пятна. Небольшой участок пушистых перьев, который тянется вдоль задней части шеи до макушки, серебристо-жёлтого цвета, а участок таких же перьев по бокам головы — белого цвета. Радужная оболочка от тёмно-коричневого до синевато-чёрного цвета. Клюв чёрный, восковица розовато-белая.
Неоперённое лицо и горло у взрослых особей розовые, у молодых особей беловатые. Эти оголённые участки в период размножения становятся ярче и приобретают пурпурно-красный цвет при половом возбуждении или при установления доминирования в группе птиц при питании. Ноги у взрослых особей бледно-голубовато-зелёные, розовато-синие или зеленовато-белые, у молодых особей коричневатые, к концу первого года жизни приобретают окраску ног взрослых особей.
Обычно молчаливая птица. В гнезде и во время потребления пищи издаёт тонкие, тихие визги, а также щебечущие и лающие звуки.

## Распространение и места обитания
Бурый стервятник широко распространён в Африке к югу от Сахары, за исключением тропических лесов и крайнего юга континента. Ареал простирается от Сенегала и крайнего юга Мавритании на западе, через южный Нигер, Судан и Южный Судан до Эфиопии и западной части Сомали, а оттуда через Восточную Африку до юга Мозамбика и крайнего северо-востока ЮАР. На юго-западе область распространение доходит до Анголы и северной части Намибии.
Среда обитания бурого стервятника очень разнообразна: открытые луга, лесистые саванны, пустыни и прибрежные равнины. В западной и северной частях своего ареала часто обитает вблизи человеческих поселений от крупных городов до лесных деревень, где роется в отбросах на скотобойнях, рынках и свалках.  В Кении и Танзании широко распространён и местами обычен как на открытых, так и на лесистых землях и опушках. Собирает объедки возле загонов для скота и небольших деревень, но не концентрируется в населенных пунктах. В южной части Африки обитает в основном в открытой саванне, избегая даже сельских поселений. Встречается на высоте от уровня моря до 4000 м над уровнем моря, но наиболее многочислен ниже 1800 м.

## Биология
Бурый стервятник, вероятно, ведёт оседлый образ жизни в большинстве районов, но вне сезона размножения, особенно молодые особи, может перемещаться на расстояние более 200 км. Регулярных перемещений не отмечено, за исключением залётов в сезон дождей в июне — сентябре на юг Сахары (Западная Африка).

### Питание
Бурый стервятник питается падалью и мелкими насекомыми, включая термитов, а также пищевыми отходами и фекалиями у человеческого жилья. Иногда питается плодами масличной пальмы (Elaeis guineensis). Мелкие объекты обнаруживает раньше более крупных хищных птиц, поскольку высматривает добычу с более низкой высоты. При питании вблизи туш крупных животных бурые стервятники собираются большими группами, но не способны конкурировать с более крупными видами хищных птиц, обычно подбирая объедки и дерясь с сородичами по краям туши. Согласно наблюдениям в Национальном заповеднике Масаи-Мара в Кении, этот вид рано появляется на месте добычи хищников, но поздно на месте добычи, погибшей естественным путём (последнее предпочитают представители рода Gyps), и занимает низкое место в рейтинге доминирования  Использует относительно тонкий клюв, чтобы выковыривать мясо между костями после ухода более крупных видов, а также извлекать насекомых из почвы и помёта. Иногда следует за генотовидными собаками (Lycaon pictus), предположительно, чтобы питаться их добычей.

### Размножение
Сезон размножения продолжается в Западной Африке и Кении круглый год (преимущественно с ноября по июль), на северо-востоке Африки — в основном с октября по июнь, а на юге Африки — с мая по декабрь. Довольно небольшое гнездо из веток, размером 50–100 см в ширину и 20–75 см в глубину, сооружается из веток и выстилается изнутри зелёными листьями, травой, шерстью, кожей и тряпками. Размещается в средней части кроны  в развилке высокой акации, пальмы, чёрного дерева (Южная Африка) или другого дерева, редко на вершине кроны и изредка на скалистых выступах. В кладке одно яйцо. Инкубационный период продолжается 46–54 дня. Птенцы оперяются через 80–130 дней; остаются зависимыми от родителей в течение последующих 3–4 месяцев.

## Численность и угрозы
МСОП классифицирует бурого стервятника как вид, находящийся под критической угрозой исчезновения. Ранее был обычным или местами многочисленным во многих частях Западной и Северо-Восточной Африки, хотя и менее многочисленным далее к югу. В начале 1990-х годов общая численность популяции оценивалась в 200 000—330 000 особей. Информация от экспертов по хищным птицам, а также опубликованные и неопубликованные отчеты и отдельные наблюдения свидетельствуют о сокращении популяции на 45–77% (в среднем 62%) с 1960-х годов. По оценкам, численность популяции составляет около 130 000 взрослых особей (2021 год), что делает этот вид довольно многочисленным, но его численность сокращается исключительно быстро. Основные причины — потеря и разрушение среды обитания, отравление ядохимикатами и пестицидами, охота с целью пропитания или использования в традиционной медицине, а также поражение электрическим током. Ожидается, что в течение следующих трёх поколений популяция сократится более чем на 80%.